# Jean Luciano
Jean Luciano est un footballeur français né le 2 janvier 1921 à Nice (Alpes-Maritimes) et décédé le 7 juillet 1997 à Tourrette-Levens. Il était milieu de terrain.

## Carrière

### Joueur
- 1936-1945 :  OGC Nice
- 1945-1947 :  Stade français
- 1947-1948 :  CO Roubaix-Tourcoing
- 1948-1950 :  OGC Nice
- 1950-1951 :  Real Madrid
- 1951-1953 :  UD Las Palmas
- 1953-1955 :  AS aixoise

### Entraîneur
- 1958-1962 :  OGC Nice
- 1964-1965 :  Sporting Portugal (jusqu'à la 9e journée).
- 1965-1966 :  Vitória SC
- 1967-1970 :  Sporting Toulon Var
- 1970-1972 :  AS Monaco
- 1972-1973 :  Sporting Toulon Var
- 1976-1978 :  Gazélec Ajaccio

## Palmarès

### Joueur
- Champion de France de D1 en 1956 avec l'OGC Nice
- 4 sélections et 1 but avec l'équipe de France de football entre 1949 et 1950[2]

### Entraîneur
- Champion de France de D1 en 1959 avec l'OGC Nice.